# Hannoverpass
Der Hannoverpass ist ein rund 1000 m hoher Gebirgspass an der Oates-Küste des ostantarktischen Viktorialands. In den Anare Mountains liegt er an der Südwestseite des Mount Elliott zwischen dem Kirkby- und dem O’Hara-Gletscher.
Wissenschaftler der deutschen Expedition GANOVEX I (1979–1980) nahmen seine Benennung vor. Namensgeberin ist die niedersächsische Landeshauptstadt Hannover.